# Batalla de Le Mans
La batalla de Le Mans de 1871, que va tenir lloc a Le Mans (França) durant la guerra francoprussiana, va ser una victòria prussiana que va acabar amb la resistència francesa a la França occidental.

## Antecedents
Després de la seva victòria a la batalla d'Orleans, el príncep Frederic Carles de Prússia va marxar amb el seu exèrcit cap a l'oest, a la ciutat de Le Mans, on el general francès Antoine Chanzy es trobava al comandament de 150.000 soldats. El gruix de l'exèrcit professional francès havia estat capturat a la batalla de Sedan i al lloc de Metz, o es trobava assetjat al setge de París. Així, l'exèrcit de Chanzy estava compost principalment per reservistes i civils precipitadament reclutats, armats amb rifles obsolets o vells canons militars. Encara que molt superiors en nombre, els francesos no podien equiparar-se amb els experimentats soldats prussians, i Frederic Carles no va dubtar en atacar.

## Desenvolupament tàctic
L'exèrcit francès estava desmoralitzat i mal equipat, part de les seves municions estaven inservibles per la pluja i la neu, però tot i així Chanzy va disposar les seves tropes atrinxerades davant la ciutat. Els prussians van atacar el flanc esquerre francès, protegit pel riu Huisne. El flanc atacat va girar i va iniciar un contraatac que va aturar els prussians. Aquests van llançar un arriscat atac contra el flanc dret francès, desfent-lo. El general francès Jean Bernard Jauréguiberry va fracassar en el seu intent de reagrupar les tropes per organitzar el contraatac: la defensa francesa va haver de retrocedir a Le Mans.

## Conseqüències
La batalla va acabar completament amb la resistència francesa a l'oest del país. L'exèrcit prussià es trobava exhaust després de la seva campanya pel Loira i amb les seves línies d'aprovisionament amenaçades, de manera que Frederic Carles va renunciar a perseguir Chanzy. No obstant això, l'exèrcit d'aquest, després de la derrota de Le Mans, va quedar tan desmoralitzat i cansat que va deixar de ser una força efectiva, i els combats al llarg del Loira es van acabar.